# Tresor de Guarrazar
El tresor de Guarrazar, a Guadamur, província de Toledo, Castella-la-Manxa, és una troballa arqueologica i tresor d'orfebreria visigoda compost per vint-i-sis corones votives i creus d'or que diversos reis dels visigots van oferir com a exvot per l'Església. El tresor, que representa el punt àlgid de l'obra d'orfebreria visigoda, va ser excavat entre 1858 i 1861 en un hort anomenat l'horta de Guarrazar, a Guadamur, molt a prop de Toledo, Espanya. El més valuós és la corona votiva del rei Recesvint, ornamentada amb safirs blaus de Sri Lanka. Tot i que ara el tresor està dividit i n'ha desaparegut bona part, representa un dels millors grups conservats d'exvots cristians de l'Alta Edat Mitjana.
Avui dia, la majoria de les peces es troben en el Museu Arqueològic Nacional de Madrid (MAN), mentre d'altres es conserven en el Museu de Cluny de París, l'Armeria del Palau Reial i la Galeria de les Col·leccions Reals, aquests dos darrers a Madrid. Els anys 1921 i 1936 alguns elements del Tresor de Guarrazar, com la corona de Suintila, van esser robats i encara avui resten desapareguts.
L'any 1926 es va trobar a Torredonjimeno, a la província de Jaén, un altre tresor d'or visigòtic comparable a aquest, format per fragments de corones i creus votives.

## Context
La llarga tradició dels tallers d'orfebreria de la península Ibèrica es remunta a la prehistòria, però la d'època visigòtica està molt vinculada a l'art romà d'orient. S'utilitza la tècnica de granats incrustats, la preferida pels pobles germànics. Les lletres de les corones estan executades amb alvèols d'or on s'han incrustat granats tallats en el buit. Els adorns repussats de les aspes de les creus són de tipus germànic, però la forma de les corones votives és completament romana d'Orient.
Les presencia de joies romanes d'Orient als tresors visigòtics era tan abundant, segons els testimonis literaris, que a les esglésies de Mèrida «hi havia joies per omplir diversos carros» (Vides dels pares de Mèrida). Fonts àrabs testimonien que en entrar els musulmans a Toledo, van trobar a la catedral una sèrie de corones votives que els reis visigòtics havien anat donant, i que moltes van ser foses en aquest moment per aprofitar els metalls preciosos. Les joies de l'església de Toledo i les del tresor reial van ser causa d'enveges i greus disputes entre els conqueridors àrabs. Una gran part d'aquestes corones i creus van haver de ser amagades pels clergues visigòtics, com va succeir amb les que eren en el proper monestir de Santa Maria de Sorbaces.

## Composició

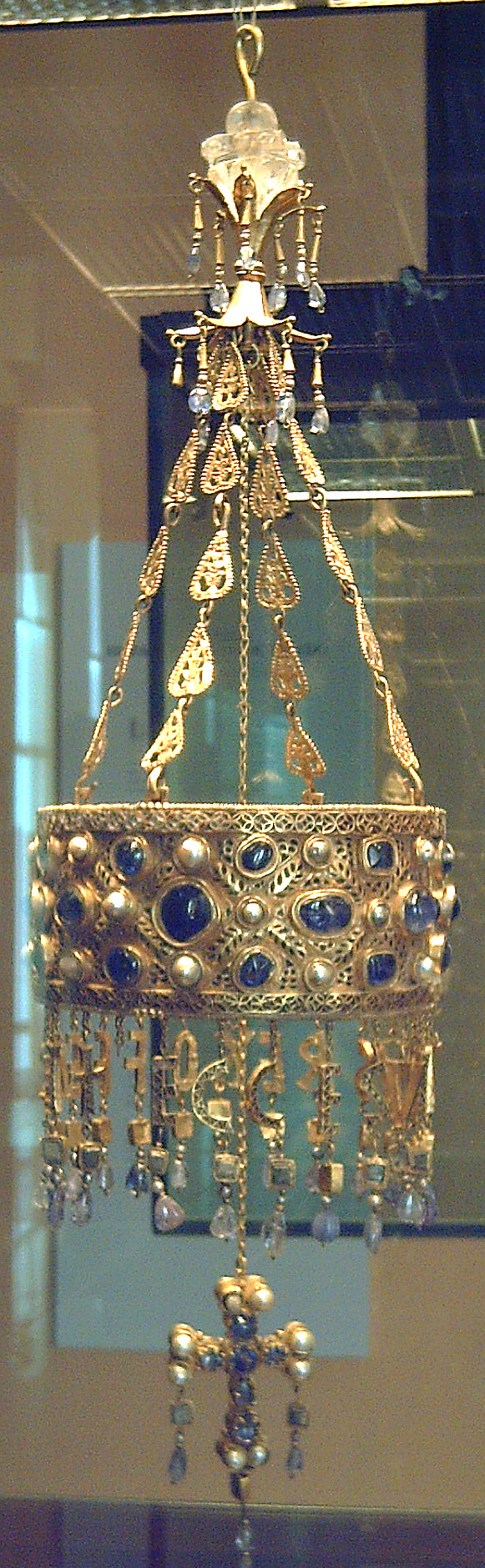
Corona de Recesvint que es trobava dins el tresor de Guarrazar del regne visigot de Toledo, actualment és al Museu Arqueològic Nacional d'Espanya

Entre totes les peces trobades, les més valuoses són les corones votives dels reis Recesvint i Suintila —aquesta última va ser robada l'any 1921 i mai recuperada. Totes dues eren d'or, encastades amb safirs, perles i d'altres pedres precioses polides les quals reben el nom de caboixons. Hi ha també d'altres corones més pobres i més petites i creus votives. També es van trobar cinturons, avui desapareguts. Les corones del tresor són de tipus votiu, no aptes per ser lluïdes com tocat. Eren regals per a l'església, per ser penjats damunt de l'altar. Aquestes obres visigòtiques van ser influenciades pels bizantins, si bé les tècniques d'incrustació de gemmes trobades a Guarrazar es van practicar a tot el món germànic i l'estil de la lletra també era germànic.

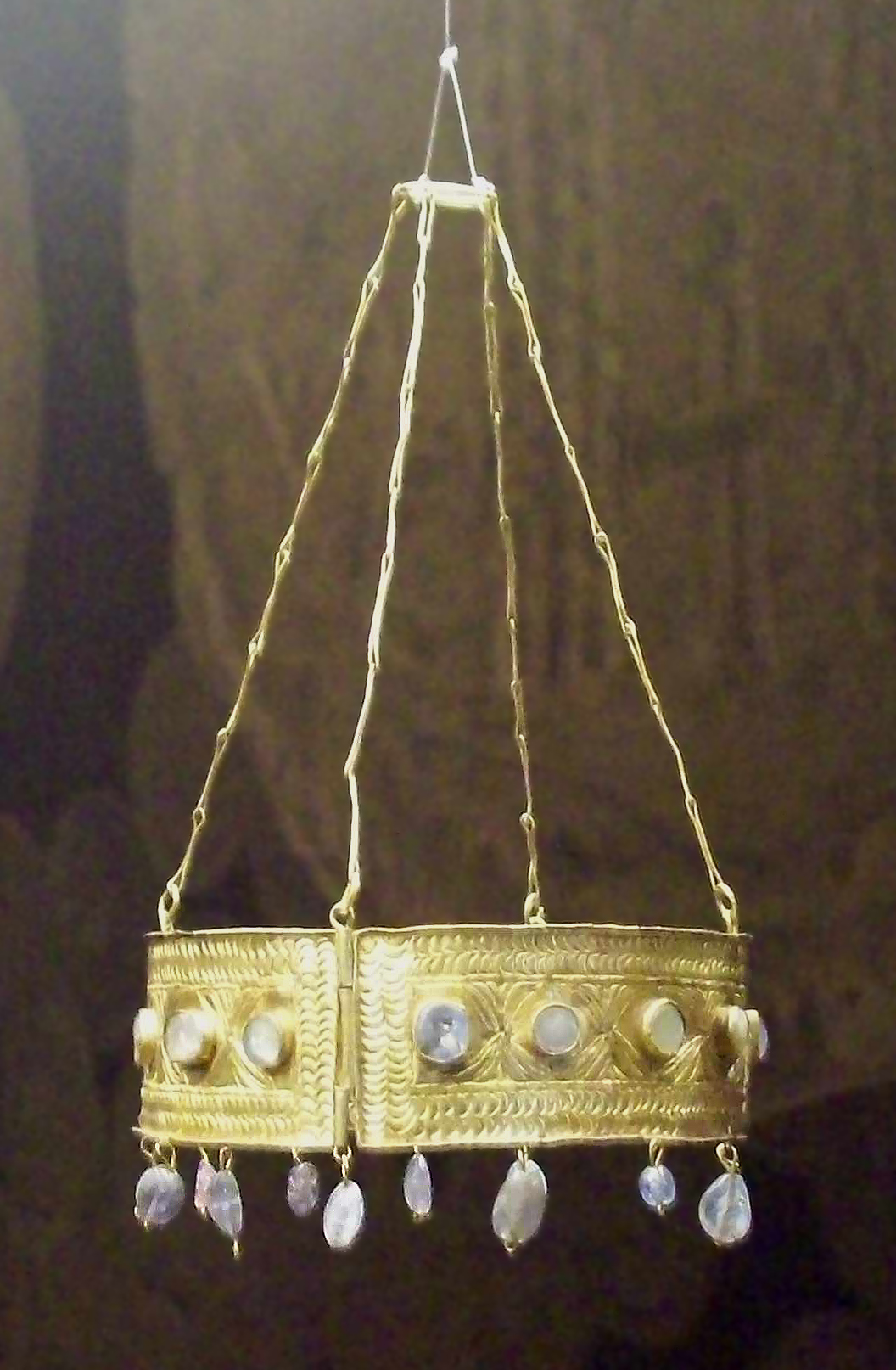
Una de les corones votives
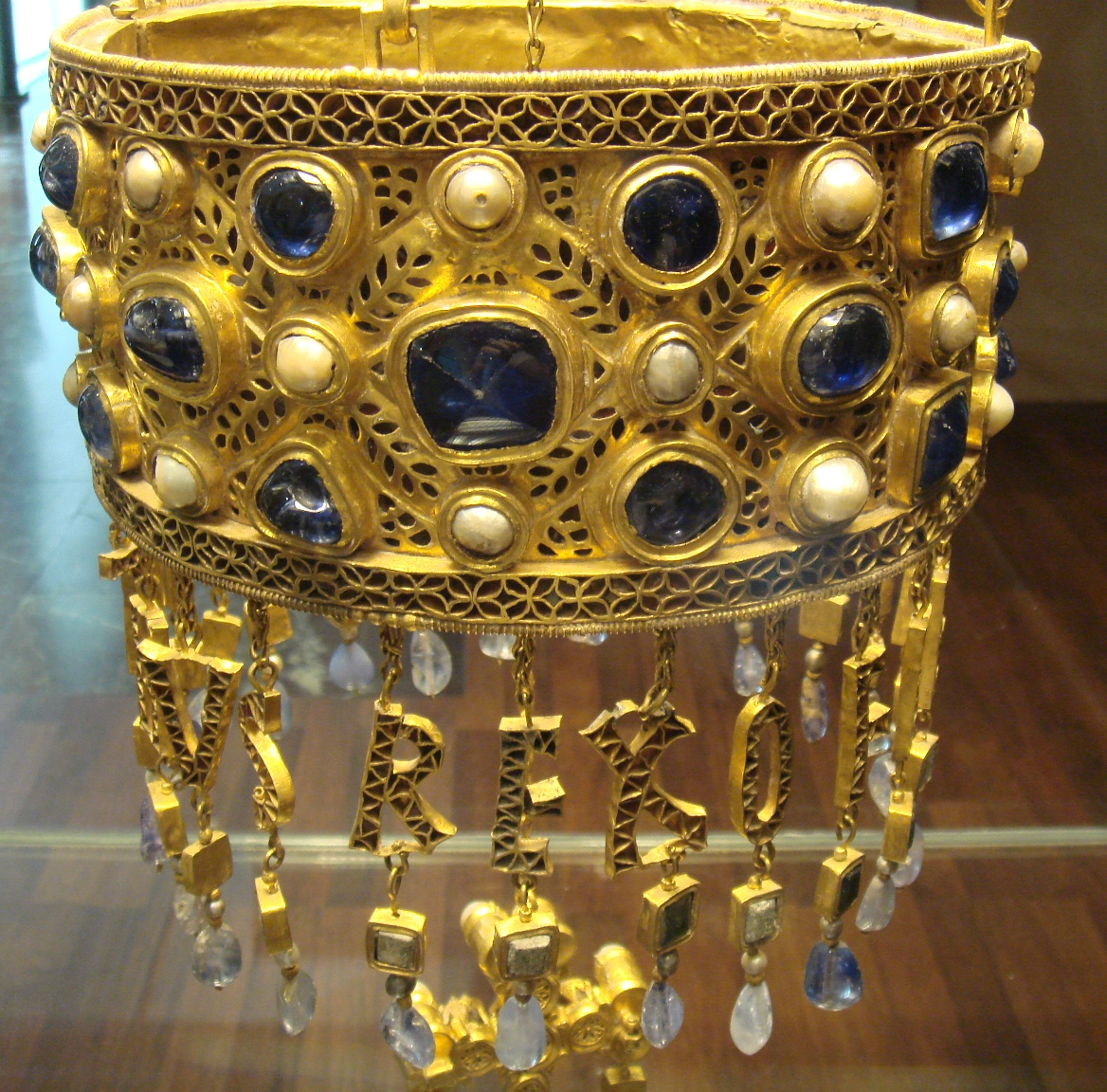
Detall de la corona de Recesvint
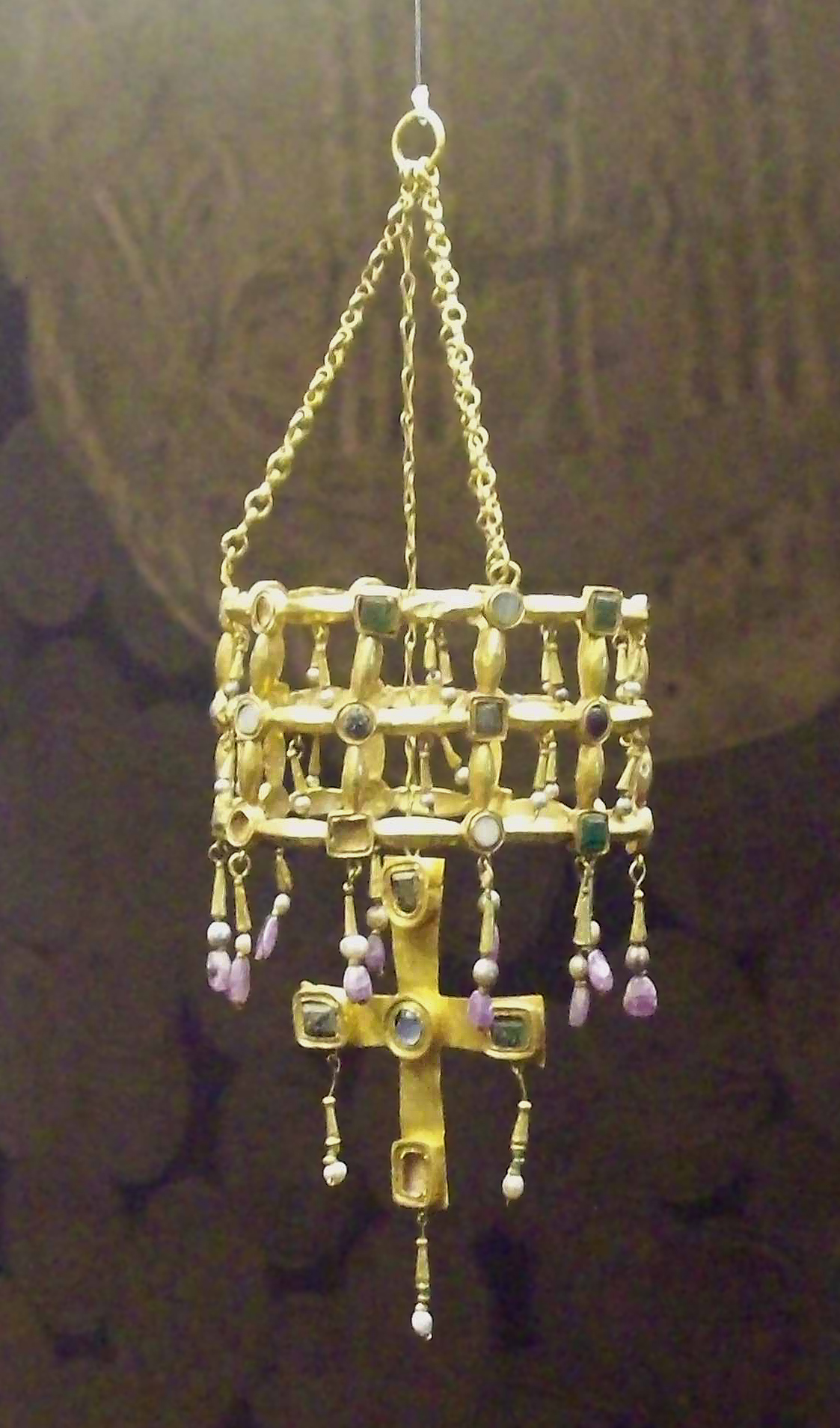
Corona i creu votives
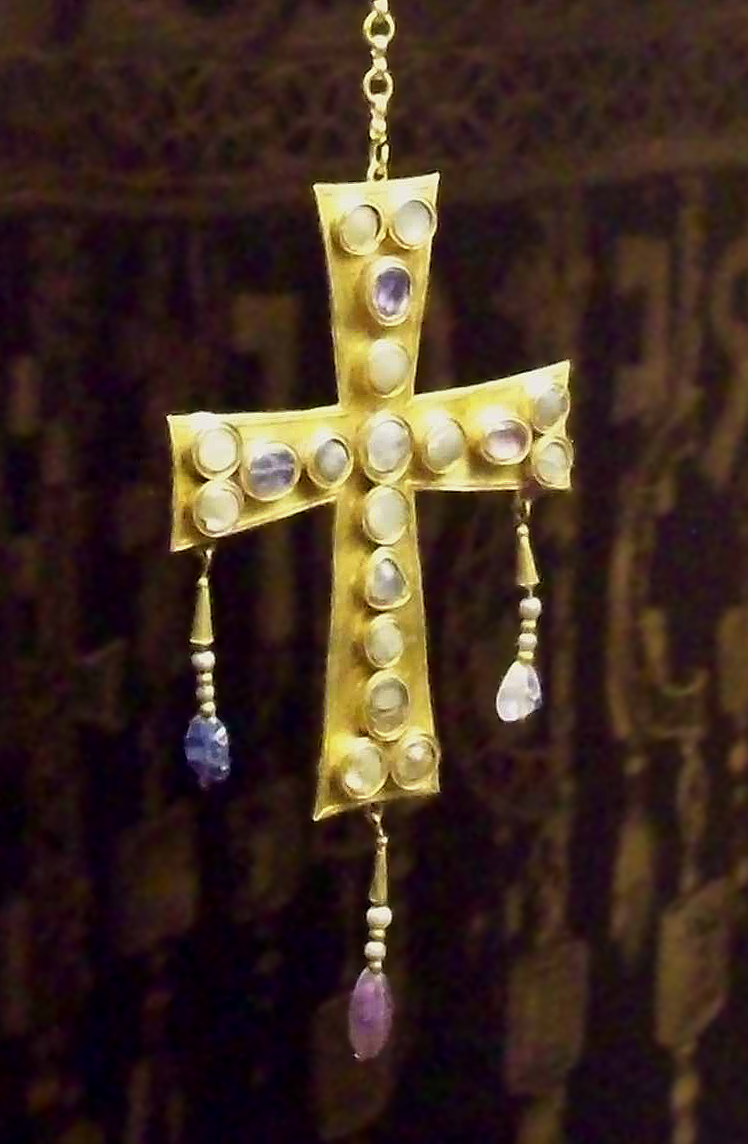
Creu votiva
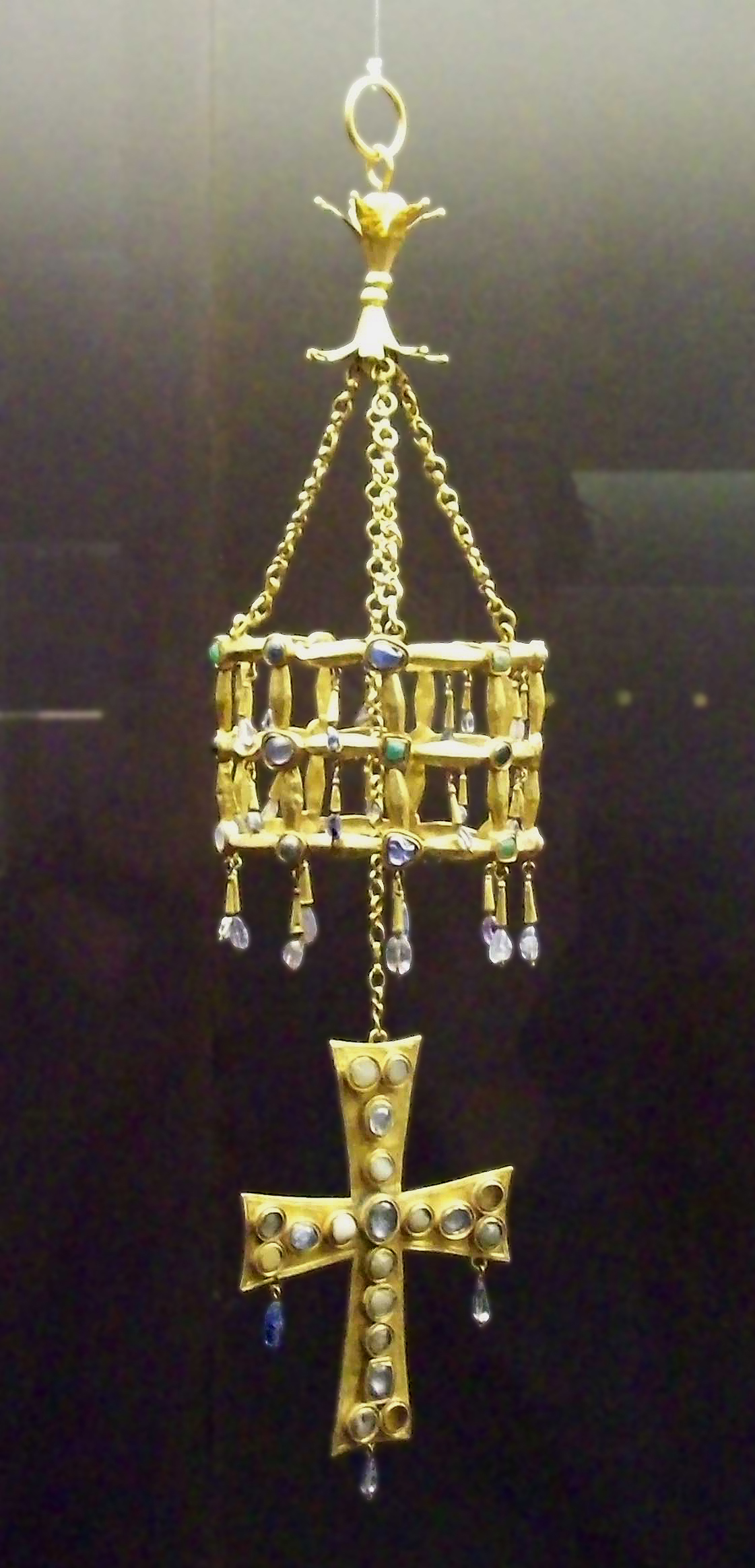
Corona i creu votives
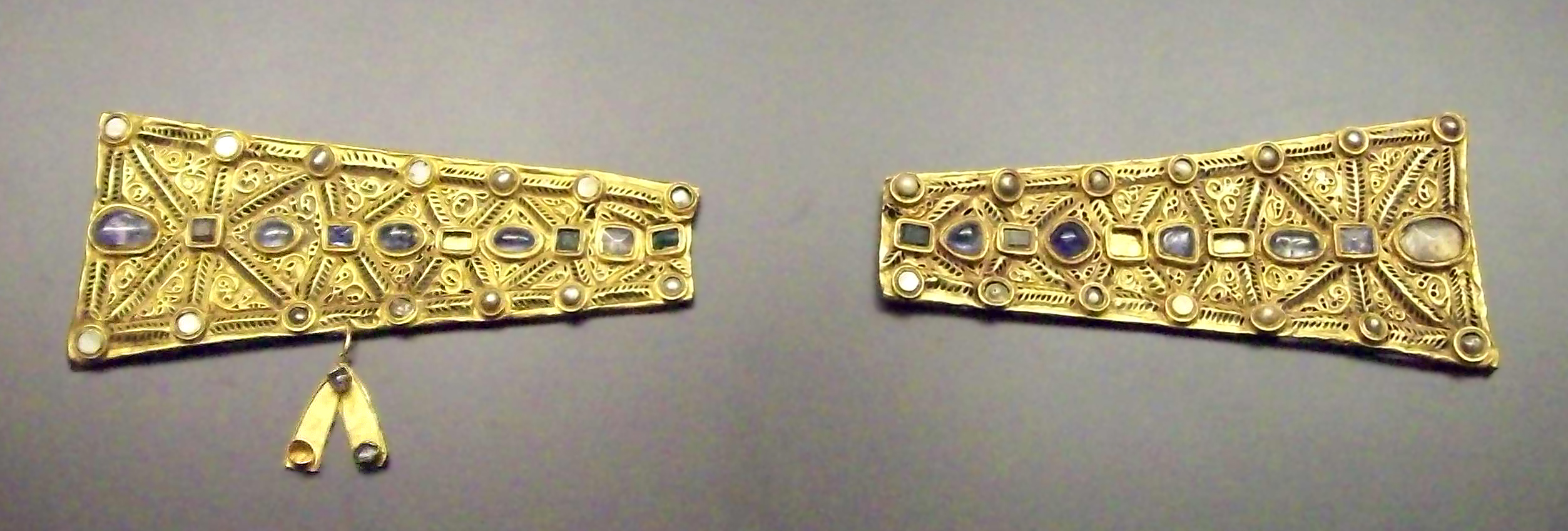
«Braç» de la Gran creu

Aquestes troballes, juntament amb altres d'alguns veïns i amb l'excavació arqueològica del Ministeri de Foment i de la Reial Acadèmia d'Història (abril de 1859), formaven un grup que consistia en:
- Museu Arqueològic Nacional d'Espanya: sis corones, cinc creus, un penjoll i restes de làmina i canals (gairebé tots d'or).
- Palau Reial de Madrid: una corona i una creu d'or i una pedra gravada amb l'Anunciació. Una corona i altres fragments d'un timón amb una bola de cristall van ser robats del Palau Reial de Madrid l'any 1921 i encara es desconeix el seu parador.
- Museu Nacional de l'Edat Mitjana, París: tres corones, dues creus, baules i penjolls d'or.

També es trobaren molts fragments d'escultures i restes d'un edifici, potser un santuari romà o lloc de purificació. Després de la seva dedicació al culte cristià com a església o oratori, va albergar una sèrie de sepultures. A la sepultura millor conservada es va trobar un esquelet estirat sobre un llit de calç i sorra. La seva pedra de pissarra, ben conservada, té una inscripció llatina que esmenta un sacerdot anomenat Crispín, que va morir a l'era de 731, el que correspon a l'any 693 d.C. (any del XVI Concili de Toledo). Aquesta pissarra es troba ara al Museu Arqueològic Nacional d'Espanya a Madrid. La inscripció de la creu de Sónnica, peça conservada a París, dóna una indicació sobre el nom d'aquesta església.
| INDI NOM INE OFFERET SONNICA SCE MA RIE INS ORBA CES | In D[omin]i Nomine offeret Sonnica S[an]c[t]e Marie in Sorbaces En el nom de Déu, Sonnica ofereix [això] a Santa Maria en Sorbaces |

Segons algunes hipòtesis, el monestir de Santa Maria de Sorbaces de Guarrazar va servir d'amagatall per a l'autèntic tresor de la cort, les esglésies de Toledo i els monestirs per evitar la seva presa per la conquesta islàmica d'Hispània.

## Història de la descoberta
Part del tresor de Guarrazar va ser trobat per casualitat. L'any 1858 hi va haver pluges torrencials que van causar l'erosió del terreny on estava l'església del monestir de Santa Maria de Sorbaces, a Guadamur, localitat a 11 km de Toledo. El tresor havia estat ocultat en dues caixes revestides de formigó romà, que tenien una profunditat d'1,60 m i deixaven un buit en quadre de 0,75 m, al costat del sepulcre d'un prevere anomenat Crispinus.
Cada dipòsit va ser trobat per una persona diferent. El primer fou Francisco Morales, pagès de 40 anys, qui va desarticular moltes de les joies i va vendre fragments i components als obradors d'argenters toledans. El francès A. Herouart, professor a Toledo i amic de Morales, va adquirir les joies que aquest encara tenia en el seu poder i es va apoderar de la terra on va aparèixer el tresor. Herouart va vendre les joies a un diamantista, José Navarro, qui va recompondre algunes corones, rescatant allò que encara no havien fos els argenters de Toledo. El 1859 Navarro va viatjar a París i va negociar la venda de les vuit corones i sis creus suspeses al Govern francès. La venda es va publicar en diverses revistes gal·les. El ràpid ressò de la notícia a Espanya va desencadenar la intervenció de la Comissió Provincial de Monuments, primer, i la del Govern de la nació, després, que va iniciar una ràpida reclamació diplomàtica, una recerca judicial i les excavacions arqueològiques al lloc.
El segon lot va patir també continuades minves per vendes del seu descobridor, Domingo de la Cruz. Al març de 1861, davant la dificultat de donar sortida a les seves joies, va optar per obsequiar a la reina Isabel II les dues joies que li quedaven (si bé la reina hi va pagar per aquestes), i entre elles la corona de Suintila.
L'estudi gemmològic de Juan S. Cozar i Cristina Sapalski, va revelar que el Tresor de Guarrazar conté 243 safirs blaus —les característiques dels quals els fan procedents de l'antiga Ceilan, avui Sri Lanka—, 3 iolites blaves, 14 maragdes, 1 aiguamarina, 2 adulàries (pedres de lluna), 21 quarsos d'ametista, 9 quarsos hialins, 6 calcedònies blavoses, 169 perles, 154 peces de nacre, 56 vidres artificials verds, 26 vidres artificials blaus, 2 bru-ataronjats, 26 de color indefinit, 1 vermell i moltes peces diminutes de granat-almandina.
Avui, després de nombrosos canvis, les joies romanents del Tresor de Guarrazar es conserven en tres institucions:
- El Museu de Cluny parisenc guarda tres corones: la de Sonnica, amb creu pendent, una altra decorada amb arquets i la tercera de retícula abalustrada, una creu penjant, la R pendent de la corona de Recesvint, que iniciava el seu nom, d'altres dos penjolls i quatre elements de suspensió.
- Al Museu Arqueològic Nacional d'Espanya a Madrid es conserven les joies tornades per França el 1941, que són sis corones —la de Recesvint, dos de làmina d'or amb decoració repussada i tres de retícula abalustrada i quatre creus pendents; a més a més, existeix un conjunt d'elements, vinguts del Gabinet d'Antiguitats de la Biblioteca Nacional, en constituir-se el museu: el «braç» de la Gran creu, l'Alfa penjant i d'altres fragments i pedres. De fet, l'anomenat «braç» són dues planxes d'or de 22 cm d'amplada, per 10,5 cm d'altura màxima en un dels seus extrems i 5 cm a l'altre. Formaven part d'una creu puntada de peu. Les planxes folrarien una ànima de fusta. però després de les anades i vingudes als argenters de Toledo, etc., la creu va quedar destruïda i tan sols ha sobreviscut un braç d'ella.
- Al Palau Reial de Madrid encara en queden, procedents del segon lot, la corona de l'abat Teodosi, la creu del bisbe Luceci, una maragda gravada, a més a més de pedreria i penjolls. A l'octubre de 1936 van desaparèixer diversos fragments i peces. la Corona de Suintila va ser robada de la Reial Armeria del Palau Reial a la nit del 4 d'abril de 1921 i mai no es va poder seguir el seu rastre.[6] També va desaparèixer un tros de corona d'enreixat. El robatori es va divulgar poc, solament La Época va fer una publicació més extensa amb gravats, perquè servís de guia en la cerca del sostret. Segons sembla van ser localitzats els autors del robatori, però no els objectes d'aquest, que fins avui no han aparegut.